# Sphenomorphus schultzei
Sphenomorphus schultzei là một loài thằn lằn trong họ Scincidae. Loài này được Vogt mô tả khoa học đầu tiên năm 1911.